# HMS Diadem (84)
HMS «Дайадем» (84) (англ. HMS Diadem (84) — військовий корабель, легкий крейсер типу «Дідо» підкласу «Беллона» Королівського військово-морського флоту Великої Британії за часів Другої світової війни.

## Історія створення
«Дайадем» був закладений 15 грудня 1939 на верфі компанії Hawthorn Leslie and Company у Геббурні. 6 січня 1944 увійшов до складу Королівських ВМС Великої Британії.

## Служба
Крейсер «Дайадем» увійшов до складу 10-ї ескадри крейсерів Флоту Метрополії й розпочав службу на півночі Європейського театру війни. У березні залучався до супроводження арктичних конвоїв, зокрема входив до ескорту конвою JW 58. Здійснював протиповітряне прикриття основних сил від німецької авіації та супроводжував британські авіаносці при проведенні ними рейдів на лінійний корабель «Тірпіц».
30 травня 1944 року прибув до складу Оперативної групи «G», що діяла за планом операції «Нептун». 3 червня 1944 року вийшов з Клайду з крейсером «Белфаст» та есмінцями «Ольстер» і «Урчін» на прикриття висадки морського десанту на плацдарм «Джуно». З метою підтримки союзних військ на узбережжі Нормандії патрулював підступи до зони вторгнення. 12 серпня 1944 у взаємодії з есмінцями британським «Онслоу» та польським ORP «Піорун» поблизу Ла-Рошелі затопив німецький допоміжний крейсер-тральщик «Sperrbrecher 7».
З вересня 1944 крейсер повернувся до арктичних вод, де продовжував виконування завдання з конвоювання транспортних конвоїв до Радянського Союзу та рейди британських авіаносців проти німецьких рейдерів поблизу норвезького узбережжя. 19 вересня 1944 супроводжував конвой JW 60 з ескортними авіаносцями «Кампаніа» та «Страйкер».
28 січня 1945 року разом з крейсером HMS «Морішиес» вступив у бій із трьома німецькими есмінцями неподалік від Бергена.
«Дайадем» залишався у складі 10-ї ескадри крейсерів Флоту Метрополії до кінця війни та продовжував службу до 1950 року. У 1950 році виведений до резерву флоту, а в 1956 році проданий Пакистану.